# 모리타 뮤토
모리타 뮤토(일본어: 森田 美勇人, 1995년 10월 31일 ~ )는 일본의 탤런트, 배우, 아이돌, 가수이며, 7ORDER의 멤버이며 베이스를 맡고 있다.

## 내력
2005년 6월 21일, 쟈니스 사무소 입소. 쟈니스 Jr. 유닛 Hip Hop Jump, JR.A, Travis Japan으로 활동. 2016년, 야스이 켄타로·사나다 유마·하기야 케이고와 같이 유닛 Love-tune 멤버로 선택되었다. 그 후, Travis Japan과 겸임을 하다가 2017년 9월 『JOHNNYS' YOU&ME IsLAND』에서 Love-tune으로만 출연했다.
2017년 2월, 자신의 가치관의 폭이나 세계를 넓히기 위해 로스앤젤레스에서 1개월간 댄스 유학을 했다.
2018년 11월 30일 유료공식사이트 『자니스주니어정보국』에서 같은해 12월 31일 쟈니스 사무소 퇴소하기로 발표하였다.
2019년 3월 31일, 도쿄 돔 시티 프리즘홀에서 열린 『사나다 유마와 아베 아란의 츠나게루 츠나게루 츠나게루』에 출연해서, 야스이 켄타로를 제외한 다른 전 Love-tune의 멤버와 함께 공개석상에 모습을 보였다.
같은해 5월 22일, 쟈니스 주니어 시절 함께 활동했던 Love-tune 멤버들과 함께 7ORDER project를 발표함으로 7명으로서의 활동을 재개.

## 출연
그룹에서의 출연은 Hip Hop Jump, JR.A, Travis Japan, Love-tune을 참조. 개인 출연만 기재.

### 드라마
- DRAMATIC-J 버스데이 2화 (2008년 7월, 칸사이 TV) - 토우마 코헤이 역
- BAD BOYS J (2013년 4월 6일 ~ 6월 22일 닛폰 TV) - 타카마 카즈토시 역
- 49 (2013년 10월 6일 ~ 12월 29일 닛폰 TV) - 모치다 준 역
- 오니짱 가챠 7화 (2015년 2월 22일, 닛폰 TV) - 로드 역

### 영화
- 극장판 BAD BOYS J -최후에 지킬 것- (2013년 11월 9일, 쇼게이트) - 타카마 카즈토시 역
- 니트·니트·니트 (2019년 11월 23일) - 키노부 역

### 예능
- 가무샤라! (2014년 4월 12일 ~ 2016년 4월 2일, TV 아사히)
- 한밤중의 프린스 (2016년 4월 10일 ~ 2018년 3월 31일, TV 아사히)

### 콘서트
- 가무샤라 J's Party!! Vol.9 (2015년 3월 30일 ~ 4월 2일, EX시어터 롯폰기)
- 가무샤라 서머스테이션 [팀 가] (2015년 7월 23일・24일・28일・8월 8일・9일・11일・13일・14일, EX시어터 롯폰기)

### CM
- AOKI 「신입사원 응원 페어」 (2013년)

### 잡지
- 히노데 출판 『FINEBOYS』 (2017년 8월호 ~ 2018년 5월호) - 레귤러 모델